# Lourdes Armas
Lourdes Armas (Cumaná, Venezuela, 11 de diciembre de 1928 - Houston, Estados Unidos, 28 de abril de 1977) fue una dibujante y pintora venezolana.

## Vida y obra
Hija de Rafael Armas Chacín y Mercedes Alfonzo R. Su infancia y adolescencia transcurrió en Clarines, estado Anzoátegui.
En los años cuarenta se traslada a Caracas, trabaja en Cartografía Nacional y en el Ministerio de Fomento como dibujante técnico. Realizó estudios en la Escuela de Artes Plásticas y Aplicadas. Entre 1948 y 1952 participó en las actividades del Taller Libre de Arte y, en 1949, en el II Salón Anual de Artes Plásticas en el Instituto Cultural Venezolano Soviético en Caracas. Esta etapa representó un importante momento  en su actividad artística y el inicio de su carrera en el mundo del arte. Comenzó como ilustradora en revistas, textos y cuentos infantiles, trabajo que desarrolló en las revistas El Farol y El Morrocoy Azul.
El 16 de diciembre de 1948 se casó con el periodista y crítico de arte venezolano Sergio Antillano. 
En 1950 participó en el XI Salón Oficial con tres acuarelas: El gallo, La boa y Macuto y, en 1951, en el IX Salón Arturo Michelena con la obra El caponcito y en la muestra “Pintura venezolana contemporánea” (Biblioteca Central Obrera, Caracas).
En 1954 asiste al XV Salón Oficial con el guache Gallos y gallitos, y realiza un mural en cerámica para el Centro Materno Infantil María Teresa Toro (Maracay). En su trabajo se aprecia el carácter religioso y el apego a las tradiciones populares que aparecen en muchas de sus obras urbanas: iglesias, procesiones de Semana Santa o Carnaval.
En 1961 se estableció en Maracaibo, hecho que coincidió con una variación de sus escenas de calles, a las que imprimió colores brillantes.
En 1964 participó en el X Salón D’Empaire y un año después en el XXVI Salón Oficial con dos acuarelas sobre papel (Evocación de la ciudad con lago y Plaza popular).
Entre 1966 y 1969 participó en el XI Salón D’Empaire, en el XXVII Salón Oficial y en “Nuevas tendencias de la pintura en Venezuela” (Biblioteca de la Facultad de Odontología, LUZ). A finales de los años sesenta se evidencia en su obra un alejamiento del espacio urbano para trabajar de una forma más íntima, el tema de la mujer.
En los años setenta los gallos y los pájaros fueron tema constante en su obra, representados como creaciones fantásticas, plenas de colores, arabescos y líneas curvas, lo que la condujo a buscar nuevas formas de expresión y trabajar sus diseños a una escala mayor y con una técnica distinta (lanas sobre loneta), con la cual realizó Los tapices guajiros. En 1972, el Museo de Bellas Artes de Caracas presentó una importante muestra de esos tapices. A mediados de los años setenta incorporó un nuevo tema de estudio en su obra: la abstracción, en la que experimentó con papeles recortados y pegados sobre distintas superficies, intervenidas con creyones y pasteles, guaches y tintas, o sobre superficies impresas, como patrones de costura.

## Exposiciones individuales
- 1949 Taller Libre de Arte, Caracas
- 1969 Galería 40 Grados a la Sombra, Maracaibo
- 1968 “Señoras en el tocador”, Centro de Bellas Artes, Maracaibo
- 1972 “Tapices”, Museo de Bellas Artes de Caracas
- 1977 “Retrospectiva”, Museo Municipal de Artes Gráficas Balmiro León Fernández, Alcaldía de Maracaibo

## Exposiciones póstumas
- 1977 “Homenaje en el día de la madre a Lourdes”,  Instituto Experimental Cantaclaro, Maracaibo
- 1978 Museo Emilio Boggio
- 1979 Mamja / Musaval / Galería Armando Reverón, Barcelona, Edo. Anzoátegui
- 1984 “Desde un balcón del bloque 1”, Concejo Municipal del Distrito Federal, Caracas
- 1998 “Retrospectiva”, Centro de arte de Maracaibo Lía Bermúdez

## Colecciones
- Centro de Bellas Artes, Maracaibo
- Galería de Arte Nacional (Caracas)
- Maczul
- Museo de Bellas Artes
- Colección FUNDARTE